# Полутона
Полутона — литературный портал, публикующий современную поэзию, короткую прозу, живопись и фотографии. Сайт основан в октябре 2004 года участниками калининградской арт-группы «РЦЫ», в которую входят поэты и художники: Павел Настин, Евгений Паламарчук, Ирина Максимова и Юлия Тишковская. В своей деятельности авторы следуют художественному направлению «Urban pop poetry» (популярная городская поэзия).
Помимо основателей портала в его редколлегию входят Павел Банников, Алексей Порвин, Евгения Риц, Евгений Прощин и другие.
В разное время на «Полутонах» публиковались как начинающие, так и признанные авторы: Аркадий Драгомощенко, Ольга Седакова, Алексей Цветков, Андрей Тавров, Илья Риссенберг, Владимир Гандельсман, Катя Капович, Данила Давыдов, Андрей Сен-Сеньков, Фаина Гримберг, Сергей Жадан, Ксения Маренникова, Дина Гатина, Стефания Данилова и другие.
Сергей Костырко полагает, что «попытки свести в какую-то единую систему художественные поиски авторов „Полутонов“ бессмысленны. Слишком разные здесь собрались творческие индивидуальности». Позднее он добавил, что «первоначальные функции сайта „Вавилон“, представлявшего когда-то молодых писателей 90-х годов, сегодня выполняет один из самых культурных сайтов молодой литературы „Полутона“». Илья Кукулин назвал сайт «Полутона» «самой значимой поэтической институцией, появившейся 2000-е годы». Лев Оборин указывает, что на «Полутонах» «можно больше узнать о современной поэзии». Такого же мнения придерживаются и составители школьного учебника «Поэзия». Елена Погорелая считает, что стихи «Полутонов» «отчётливо иллюстрируют идею распада современной словесности, деконструкции и демонтажа всего прежнего». Вера Широбокова пишет, что литературный портал «Полутона» «обладает сложной многоступенчатой структурой и отличается наличием материалов разной текстовой природы».
О проектах и мероприятиях, организованных «Полутонами», неоднократно писала пресса.